# Lijst van voetbalinterlands Australië - Chili
Deze lijst van voetbalinterlands is een overzicht van alle officiële voetbalwedstrijden tussen de nationale teams van Australië en Chili. De landen speelden tot op heden zes keer tegen elkaar. De eerste ontmoeting was een groepswedstrijd tijdens het Wereldkampioenschap voetbal 1974 op 22 juni 1974 in West-Berlijn (West Duitsland). Het laatste duel, een groepswedstrijd tijdens de FIFA Confederations Cup 2017, vond plaats in Moskou (Rusland) op 25 juni 2017.

## Wedstrijden
| № | Plaats       | Datum           | Competitie                   | Wedstrijd         | Uitslag |
| - | ------------ | --------------- | ---------------------------- | ----------------- | ------- |
| 1 | West-Berlijn | 22 juni 1974    | WK 1974                      | Australië – Chili | 0 – 0   |
| 2 | Antofagasta  | 24 april 1996   | Vriendschappelijk            | Chili – Australië | 3 – 0   |
| 3 | Melbourne    | 7 februari 1998 | Vriendschappelijk            | Australië – Chili | 0 – 1   |
| 4 | Valparaiso   | 9 februari 2000 | Vriendschappelijk            | Chili – Australië | 2 – 1   |
| 5 | Cuiabá       | 13 juni 2014    | WK 2014                      | Chili – Australië | 3 – 1   |
| 6 | Moskou       | 25 juni 2017    | FIFA Confederations Cup 2017 | Chili – Australië | 1 – 1   |

## Samenvatting
| Competitie              | Totaal gespeeld | Winst Australië | Gelijk | Winst Chili | Doelsaldo Australië – Chili |
| ----------------------- | --------------- | --------------- | ------ | ----------- | --------------------------- |
| WK-eindronde            | 2               | 0               | 1      | 1           | 1 − 3                       |
| FIFA Confederations Cup | 2               | 0               | 1      | 1           | 1 − 1                       |
| Vriendschappelijk       | 3               | 0               | 0      | 3           | 1 − 6                       |
| Totaal                  | 6               | 0               | 2      | 4           | 3 − 10                      |

Wedstrijden bepaald door strafschoppen worden, in lijn met de FIFA, als een gelijkspel gerekend.

## Details

### Eerste ontmoeting
| WK 1974 (West-Berlijn, West-Duitsland, 22 juni 1974): |              | |
| Australië | 0 – 0        | Chili |
| | goals        | |
| Rale Rasic | bondscoach   | Luis Álamos |
| Jack Reilly Col Curran 83' Doug Utjesenović Manfred Schäfer Peter Wilson Jim Mackay Jimmy Rooney Ray Richards Adrian Alston 65' Attila Abonyi Branko Buljević | opstellingen | Leopoldo Vallejos Alberto Quintano Antonio Arias Elías Figueroa Rolando García Carlos Reinoso 55' Francisco Valdés Guillermo Páez Carlos Caszely 72' Leonardo Véliz Sergio Ahumada |
| Peter Ollerton 65' Harry Williams 83' | wissels      | 55' Rogelio Farías 72' Guillermo Yávar |
| Ray Richards ??', 83' | rode kaarten | |

### Tweede ontmoeting
| Vriendschappelijk (Antofagasta, Chili, 24 april 1996): |              | |
| Chili | 3 – 0        | Australië |
| Iván Zamorano 52' Esteban Valencia 61' Iván Zamorano 82' | goals        | |
| Xabier Azkargorta | bondscoach   | Eddie Thomson |
| Nelson Tapia Gabriel Mendoza Ronald Fuentes Miguel Ramírez Javier Margas Nelson Parraguez 46' Luis Musrri 46' Fabián Estay Marcelo Vega 63' Iván Zamorano 85' Sebastián Rozental 46' | opstellingen | Mark Bosnich Kevin Muscat Mehmet Durakovic 16' Dominic Longo George Kulscar Harry Kewell Paul Wade Andrew Bernal 78' Ernie Tapai Joe Spiteri 38' Danny Tiatto |
| Pablo Galdames 46' Esteban Valencia 46' Rodrigo Goldberg 46' Marcelo Salas 63' Claudio Núñez 85'                                                                                     | wissels      | 16' Paul Trimboli 38' 68' Walter Ardone 68' Paul Agostino 78' Warren Spink                                                                                    |
| | rode kaarten | 30' Joe Spiteri |
| - Debuut van Harry Kewell voor Australië. |              | |

### Derde ontmoeting
| Vriendschappelijk (Melbourne, Australië, 7 februari 1998): |              | |
| Australië | 0 – 1        | Chili |
| | goals        | 19' Clarence Acuña |
| Terry Venables | bondscoach   | Nelson Acosta |
| Zeljko Kalac Fausto de Amicis 46' Robert Hooker Milan Ivanovic Alex Tobin Steve Horvat Ernie Tapai 75' Paul Bilokapic 46' Paul Trimboli 63' Gabriel Mendez 63' John Markovski | opstellingen | Nelson Tapia Pedro Reyes Ronald Fuentes Javier Margas Francisco Rojas 65' Pablo Galdames Clarence Acuña Nelson Parraguez 82' José Luis Sierra Juan Carreño 87' Rodrigo Barrera |
| Goran Lozanovski 46' Troy Halpin 46' Abbas Saad 63' Kris Trajanovski 63' Brett Emerton 75'                                                                                    | wissels      | 65' Fernando Cornejo 82' Marcelo Vega 87' Jorge Gómez |
| Goran Lozanovski 77' | rode kaarten | 84' Pedro Reyes |

### Vierde ontmoeting
| Vriendschappelijk (Valparaiso, Chili, 9 februari 2000): |              | |
| Chili | 2 – 1        | Australië |
| Pedro González 5' Reinaldo Navia 90+1' (pen.) | goals        | 15' Steve Corica |
| Nelson Acosta | bondscoach   | Frank Farina |
| Marcelo Ramírez Francisco Fernández Miguel Ramírez 61' Nelson Parraguez Jorge Vargas Marco Villaseca Mauricio Aros Clarence Acuña José Luis Sierra 81' Mario Núñez 61' Pedro González 72' | opstellingen | Mark Schwarzer Shaun Murphy Hayden Foxe Luke Casserly Jason van Blerk Josip Skoko Paul Okon 61' Craig Foster 67' Danny Tiatto 80' Steve Corica 65' Paul Agostino |
| Rodrigo Núñez 61' Julio Gutiérrez 61' Reinaldo Navia 72' Raúl Palacios 81' | wissels      | 61' Kasey Wehrman 65' David Zdrilic 67' Stephen Laybutt 80' Scott Chipperfield                                                                                   |
| | rode kaarten | 65' Jason van Blerk |
| - Debuut van Francisco Fernández voor Chili. |              | |

### Vijfde ontmoeting
| WK 2014 (Cuiabá, Brazilië, 13 juni 2014): |              | |
| Chili | 3 – 1        | Australië |
| Alexis Sánchez 12' Jorge Valdivia 14' Jean Beausejour 90+2' | goals        | 35' Tim Cahill |
| Jorge Sampaoli | bondscoach   | Ange Postecoglou |
| Claudio Bravo Mauricio Isla Gary Medel Gonzalo Jara Eugenio Mena Charles Aránguiz Marcelo Díaz Arturo Vidal 60' Alexis Sánchez Jorge Valdivia 68' Eduardo Vargas 88' | opstellingen | Mathew Ryan 49' Ivan Franjić Alex Wilkinson Matthew Špiranović Jason Davidson Mile Jedinak Mark Milligan Mathew Leckie 78' Mark Bresciano 68' Tommy Oar Tim Cahill |
| Felipe Gutiérrez 60' Jean Beausejour 68' Mauricio Pinilla 88' | wissels      | 49' Ryan McGowan 68' Ben Halloran 78' James Troisi |
| Charles Aránguiz 86' | gele kaarten | 44' Tim Cahill 58' Mile Jedinak 67' Mark Milligan |

### Zesde ontmoeting
| Groepsfase FIFA Confederations Cup 2017 (scheidsrechter Gianluca Rocchi, Moskou, 25 juni 2017):                                                                                |                 | |
| Chili | 1 – 1           | Australië |
| (Eduardo Vargas) Martín Rodríguez 68' | goals (assists) | 42' James Troisi (Robbie Kruse) |
| Juan Antonio Pizzi | bondscoach      | Ange Postecoglou |
| Claudio Bravo Mauricio Isla Paulo Díaz Gonzalo Jara Eugenio Mena Arturo Vidal Francisco Silva Charles Aránguiz 46' José Pedro Fuenzalida 46' Eduardo Vargas 82' Alexis Sánchez | opstellingen    | Mathew Ryan Ryan McGowan 72' Trent Sainsbury Mark Milligan Robbie Kruse Jackson Irvine Massimo Luongo Aziz Behich 59' Tim Cahill 62' Tomi Jurić James Troisi |
| Pedro Pablo Hernández 46' Martín Rodríguez 46' Marcelo Díaz 82' | wissels         | 59' Matthew Leckie 62' Jamie Maclaren 72' Bailey Wright |
| Arturo Vidal 57' Pedro Pablo Hernández 75' | gele kaarten    | 21' Massimo Luongo 31' James Troisi 33' Tim Cahill 45' Aziz Behich                                                                                           |
| - Honderdste interland van middenvelder Tim Cahill (Melbourne City) voor Australië.                                                                                            |                 | |